# 國立公共資訊圖書館黎明分館

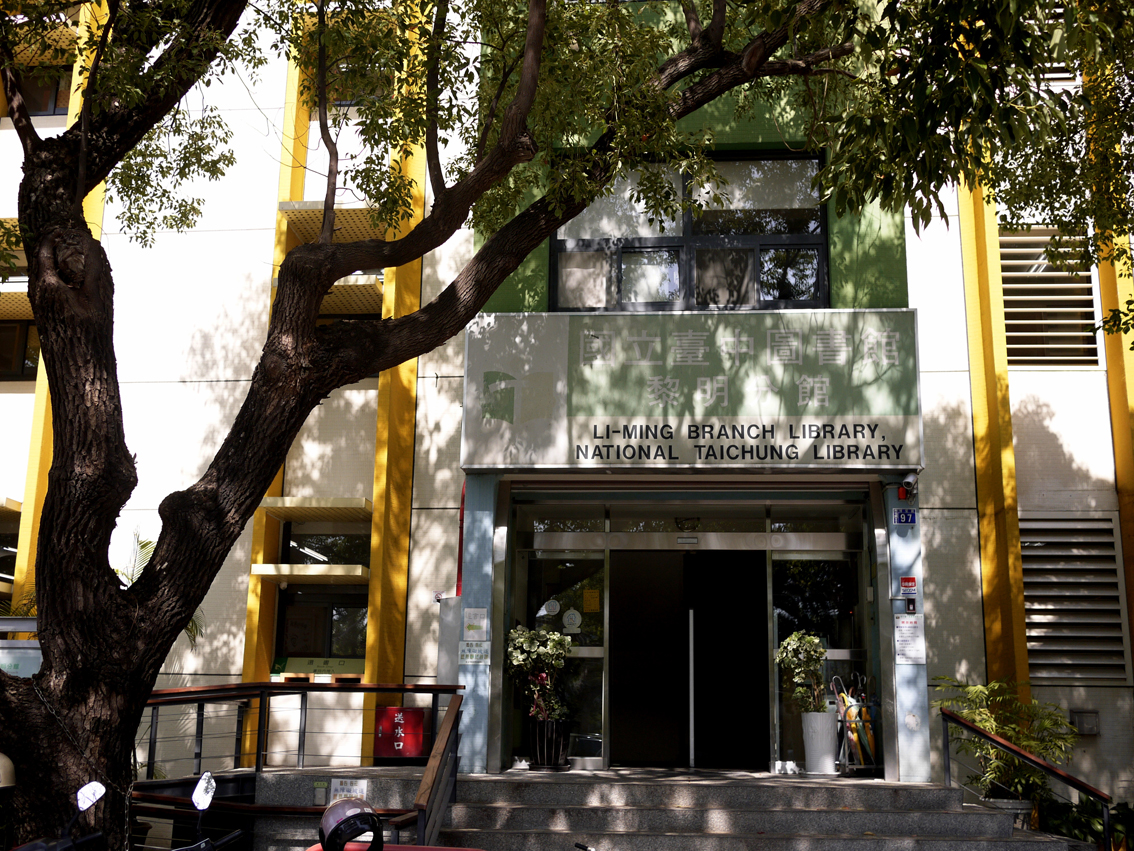
國中圖時期大門

國立公共資訊圖書館黎明分館，簡稱黎明分館，是位於臺中市南屯區黎明新村設立的公共圖書館，隸屬國立公共資訊圖書館。

## 歷史
因臺灣省政府遷至中興新村，設立臺灣省政府圖書館（今國立公共資訊圖書館中興分館）後；配合臺灣省政府黎明辦公區（今行政院中部聯合服務中心）暨黎明新村的成立，臺灣省政府教育廳指示省中圖也要在此設立圖書館。
- 1976年6月12日，「臺灣省立臺中圖書館黎明分館」成立開館。
- 1999年7月因精省，省中圖改隸行政院文化建設委員會（今文化部），更名為「國立臺中圖書館黎明分館」。
- 2008年8月1日，國中圖改為教育部所屬圖書館。
- 2013年元旦，將隨國中圖改制為「國立公共資訊圖書館」而更名為「國立公共資訊圖書館黎明分館」。

## 樓層配置
- 一樓：服務台、期刊閱報室、兒童室
- 二樓：中西文書庫、網路資源室
- 三樓：中西文書庫、館員辦公室
- 四樓：讀者自修室
- 地下一樓：研習教室

## 交通
- 台中客運：29、54、72、107
- 統聯客運：75、81
- 仁友客運：358

## 外部連結
- 國立公共資訊圖書館黎明分館簡介（页面存档备份，存于）